# WASP-44
Désignations
WASP-44 est une naine jaune située à environ 1 180 ± 8 a.l. (∼ 362 pc) de la Terre dans la constellation de la Baleine, autour de laquelle gravite WASP-44 b, une exoplanète de la taille de Jupiter. L'étoile est légèrement moins massive et légèrement plus petite que le Soleil ; elle est également légèrement plus froide, mais plus riche en métaux. L'étoile a été observée par SuperWASP, une organisation à la recherche d'exoplanètes, à partir de 2009 ; des observations de suivi manuelles utilisant le spectre de WASP-44 et des mesures de sa vitesse radiale ont conduit à la découverte de la planète en transit WASP-44 b. La planète et son étoile ont été présentées avec WASP-45 b et WASP-46 b le 17 mai 2011 par une équipe de scientifiques testant l'idée selon laquelle les Jupiter chauds ont tendance à avoir des orbites circulaires, une hypothèse qui est formulée lorsque l'excentricité orbitale de ces planètes n'est pas bien limitée.

## Observation
WASP-44 a été observée entre juillet et novembre 2009 par WASP-Sud, une station du programme de recherche de planètes SuperWASP basée à l'observatoire astronomique sud-africain. Les observations de l'étoile ont révélé une diminution périodique de sa luminosité. WASP-Sud, ainsi que la station SuperWASP-Nord de l'observatoire du Roque de los Muchachos aux îles Canaries, ont recueilli 15 755 observations photométriques, permettant aux scientifiques de produire une courbe de lumière plus précise. Un autre ensemble d'observations a donné un ensemble de données photométriques de 6 000 points, mais la courbe de lumière a été préparée tardivement et n'a pas été prise en compte dans le document de découverte.

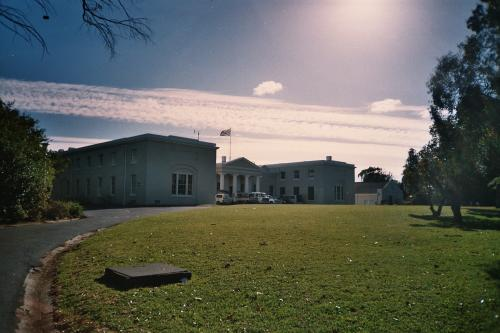
L'observatoire astronomique sud-africain, base de la station WASP-Sud, où WASP-44 a été observé pour la première fois.

En 2010, une équipe scientifique européenne a étudié l'étoile à l'aide du spectrographe CORALIE et a recueilli dix-sept spectres de WASP-44. À partir de ces spectres, des mesures de vitesse radiale ont été extrapolées. L'analyse des données CORALIE recueillies a exclu la possibilité que la vitesse radiale détectée soit causée par le spectre mixte d'une étoile binaire spectroscopique , ce qui étaye la possibilité que le corps en orbite autour de WASP-44 soit en fait une planète, appelée WASP-44 b.
Le télescope Leonhard-Euler de l'observatoire de La Silla au Chili a été utilisé pour suivre la planète en orbite autour de WASP-44, à la recherche d'un point où la planète transitait ou passait devant son étoile hôte. Un transit a été détecté.
WASP-44, sa planète récemment découverte, les planètes en orbite autour de WASP-45 (en) et WASP-46 (en), ainsi qu'une discussion explorant la validité de l'hypothèse courante parmi les scientifiques selon laquelle les planètes chaudes en orbite rapprochée autour de Jupiter ont des orbites hautement circulaires, sauf preuve du contraire, ont été rapportées dans un seul article de découverte publié le 17 mai 2011 par la Royal Astronomical Society. L'article a été soumis aux Monthly Notices of the Royal Astronomical Society le 16 mai 2011.

## Caractéristiques
WASP-44 est une naine jaune située dans la constellation de la Baleine. WASP-44 a une masse qui est 0,951 fois celle du Soleil. En termes de taille, WASP-44 a un rayon qui est 0,927 fois celui du Soleil. WASP-44 a une température effective de 5 410 K (plus froide que le Soleil). Cependant, l'étoile est riche en métaux par rapport au Soleil. Sa métallicité mesurée est [Fe/H] = 0,06, soit 1,148 fois la quantité de fer trouvée dans le Soleil. La chromosphère de WASP-44 (couche la plus externe) n'est pas active. L'étoile ne tourne pas non plus à une vitesse élevée.
L'étoile a une magnitude apparente de 12,9. Elle n'est pas visible à l'œil nu depuis la Terre.

## Système planétaire
Il existe une planète connue sur l'orbite de WASP-44 nommée WASP-44 b. La planète est un Jupiter chaud avec une masse de 0,889 fois celle de Jupiter. Son rayon est de 1,14 fois celui de Jupiter. WASP-44 b orbite autour de son étoile hôte tous les 2,423 803 9 jours à une distance de 0,034 73 UA, soit environ 3,47 % de la distance moyenne entre la Terre et le Soleil. Avec une inclinaison orbitale de 86,02 º, WASP-44 b a une orbite qui se situe presque sur la tranche de son étoile hôte par rapport à la Terre. L'excentricité orbitale de WASP-44 b est ajustée à 0,036, ce qui indique une orbite essentiellement circulaire. Une analyse des variations de temps de transit pour rechercher des planètes supplémentaires s'est avérée négative.
| Planète | Masse                 | Demi-grand axe (ua)         | Période orbitale (jours) | Excentricité       | Inclinaison       | Rayon                 |
| ------- | --------------------- | --------------------------- | ------------------------ | ------------------ | ----------------- | --------------------- |
| b       | 0,860+0,072 −0,068 MJ | 0,034 74+0,000 40 −0,000 43 | 2,423 813 3 (23)         | 0,039+0,047 −0,028 | 85,98+0,39 −0,35° | 1,127+0,035 −0,034 RJ |